# هيربو (شلال ودشتغل)
هيربو (بالفارسية: هربو) هي منطقة سكنية تقع في إيران في قسم شلال ودشتغل الريفي. يقدر عدد سكانها بـ 63 نسمة بحسب إحصاء 2016.